# НВО «Практика»
ПрАТ «Науково-виробниче об'єднання „Практика“» (НВО «Практика») — український виробник спеціальної автомобільної техніки, засобів безпеки для банків та офісів та броньованих військових автомобілів. Також розвиває напрямки протипожежного обладнання та засобів особистої безпеки.

## Історія підприємства
Компанія створена в 1993 році в Києві. Діяльність компанії почалася з виробництва банківських сейфів, пунктів обміну валют, захисних дверей, захищених серверних кімнат, банківських сховищ.
З 1998 р компанія освоїла бронювання автомобілів. Спочатку компанія займалась виробництвом інкасаторських автомобілів, потім стала брати замовлення на бронювання VIP-автомобілів, отримала досвід бронювання армійських вантажівок. Паралельно в НВО «Практика» розвивався напрямок виробництва неброньованих спеціальних автомобілів.
У 2003 р. компанія «Практика» приступила до виробництва засобів протипожежного захисту — протипожежних дверей, воріт, штор, вогнестійкого скління.
У 2005 р. компанія брала участь в будівництві сховища радіоактивних відходів на Чорнобильській атомній станції, розробивши, виготовивши і змонтувавши спеціальні протирадіаційні двері, ворота, клапани.
У 2009 р. компанія розробила і побудувала першу власну модель броньованого автомобіля — «Козак», в 2010 р. представила мікроавтобус на шасі Mercedes-Benz Sprinter, в 2011 р. — автомобіль швидкої допомоги.
Продукція НВО «Практика» експортувалася в ОАЕ, Пакистан, Нігерію, Грузію, Азербайджан, Казахстан, Киргизстан, Молдову.
Влітку 2014 року НВО «Практика» зайнялося бронюванням військової техніки для потреб АТО. Першими виробами в цій сфері стали «броньовані тачанки» — пікапи для батальйону «Київська Русь» і транспортні машини для прикордонних військ. Більшу частину цієї техніки НВО «Практика» переобладнало за власний рахунок.
З 2015 року постачає машини для ЗСУ, Національної гвардії, Прикордонної служби, а загальна кількість машин різної модифікації перевищила 300 одиниць.
В серпні 2023 року компанія закупила 50 бойових модулів Slinger для встановлення на власну техніку.
В квітня 2025 року іспанський виробник спецтехніки Tecnove повідомило, що виготовлятиме для європейського ринку бронеавтомобілі української компанії НВО «Практика». Згідно з повідомленням, на підприємствах Tecnove у муніципалітеті Еренсія вироблятимуть українські броньовані автомобілі у трьох конфігураціях: броньована санітарна машина, транспортна машина військ та машина для охорони та спецоперацій.

## Керівництво
- Директор Борисова Юлія Олегівна
- Голова ради директорів Висоцький Олег Миколайович
- Генеральний директор Зайченко Сергій Миколайович

## Продукція
- легкові інкасаторські автомобілі
- інкасаторські фургони
- інкасаторські пікапи
- вантажні інкасаторські автомобілі
- броньовані VIP-автомобілі
- бронетранспортери «Отаман» 8х8, «Отаман» 6х6, «Отаман-3», 60М «Хорунжий»
- броньовані вантажівки, в тому числі Фортеця на колесах
- спеціальний броньований автомобіль «Козак» і «Козак 2»
- легкий броньований автомобіль «Джура»
- спеціальні автомобілі
- автобуси VIP-класу
- засоби безпеки для банків та офісів
- протипожежне обладнання
- автомобіль швидкої медичної допомоги
- військовий броньований вантажний автомобіль КРАЗ-6322
- військовий броньований автомобіль Toyota Hilux
- мобільні медичні діагностичні комплекси та лабораторії
- броньований блок-пост
- операційний модуль польового шпиталю
- мобільний штабний пункт

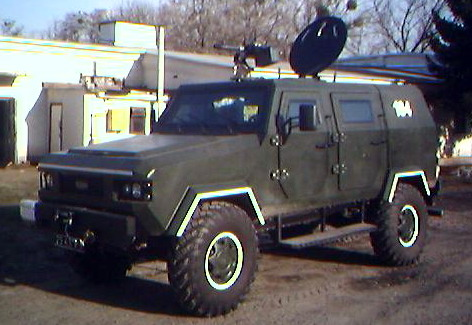
СРМ-1 «Козак»
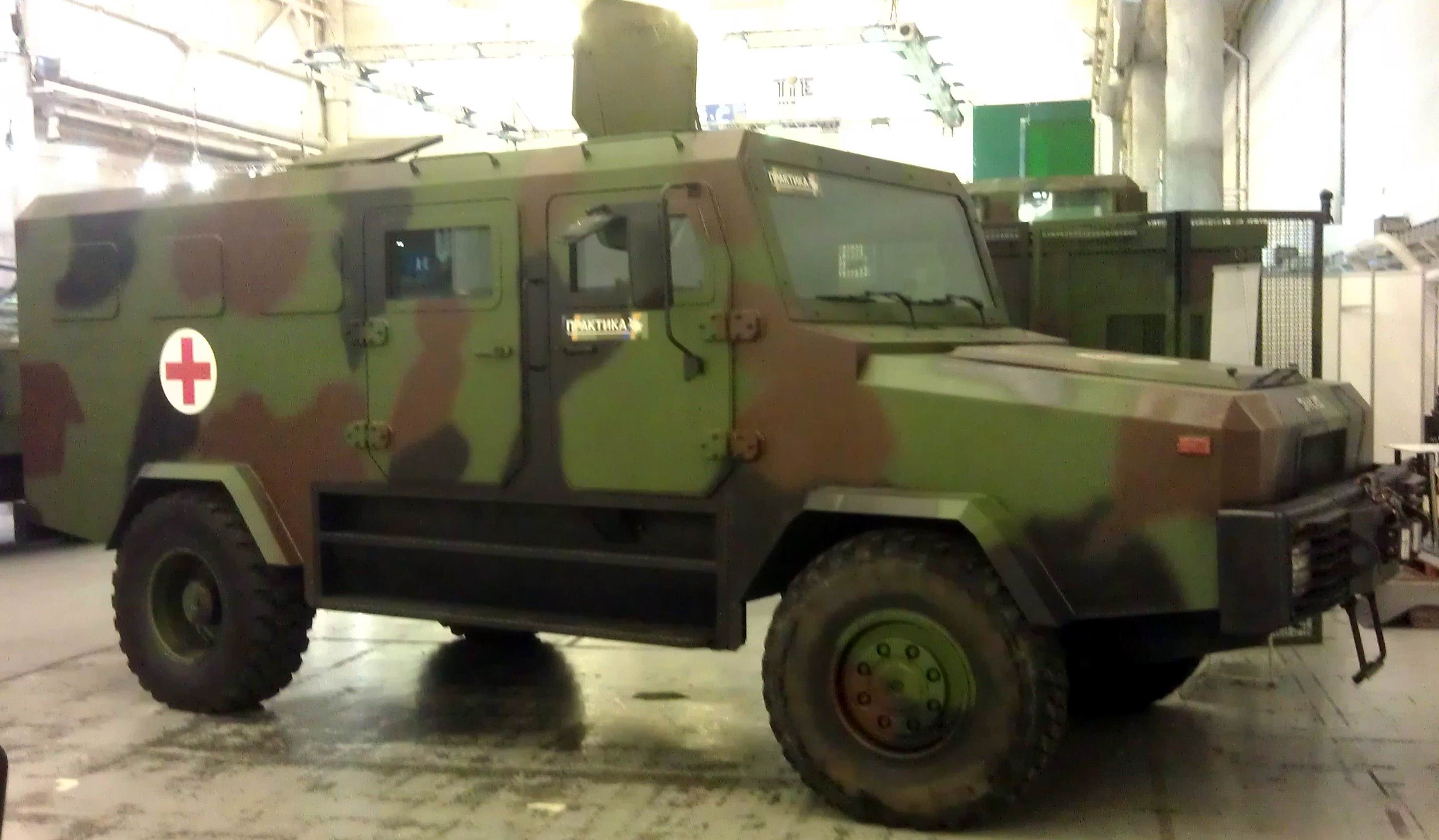
«Козак-2014»
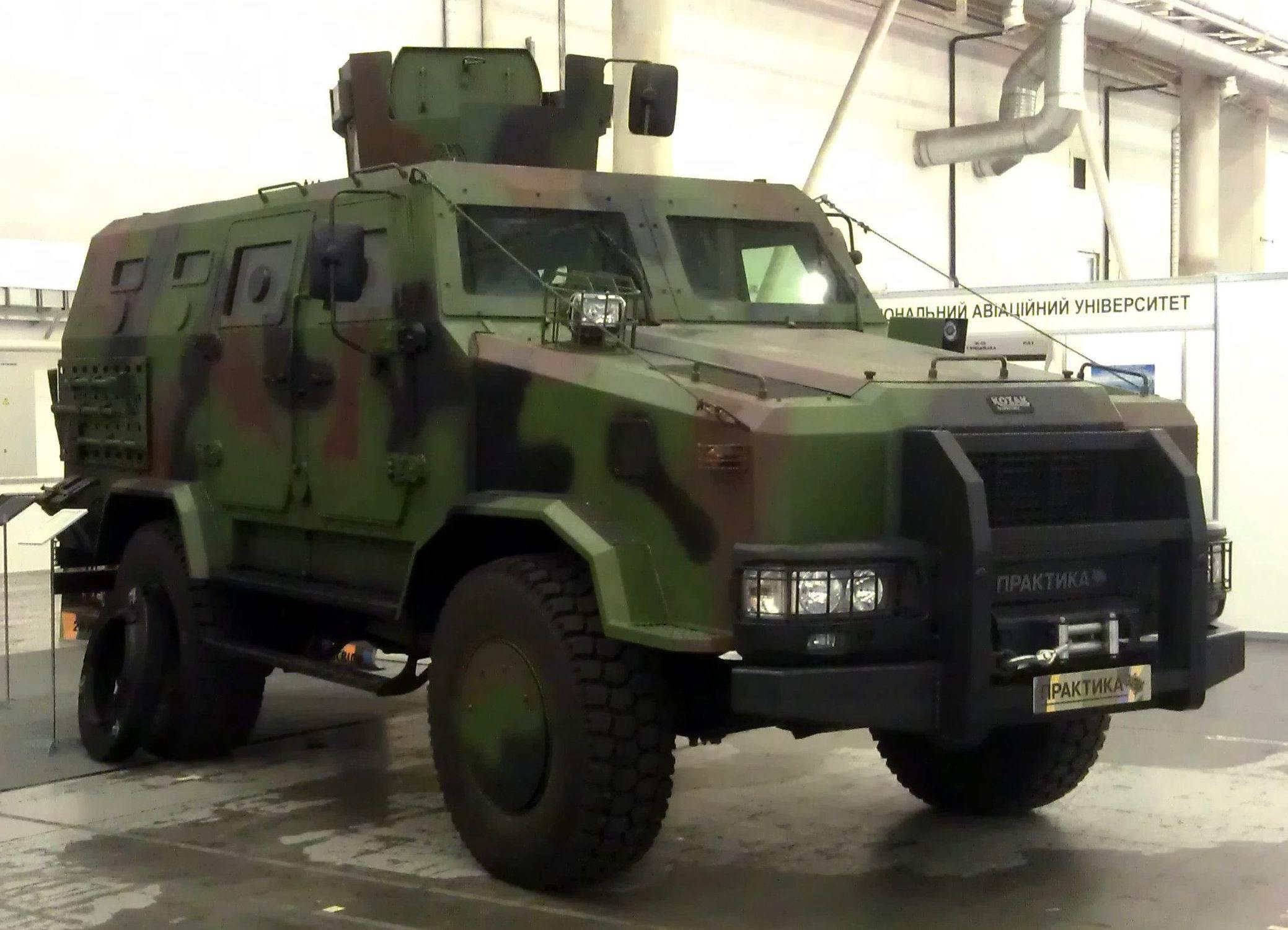
СБА «Козак-2»
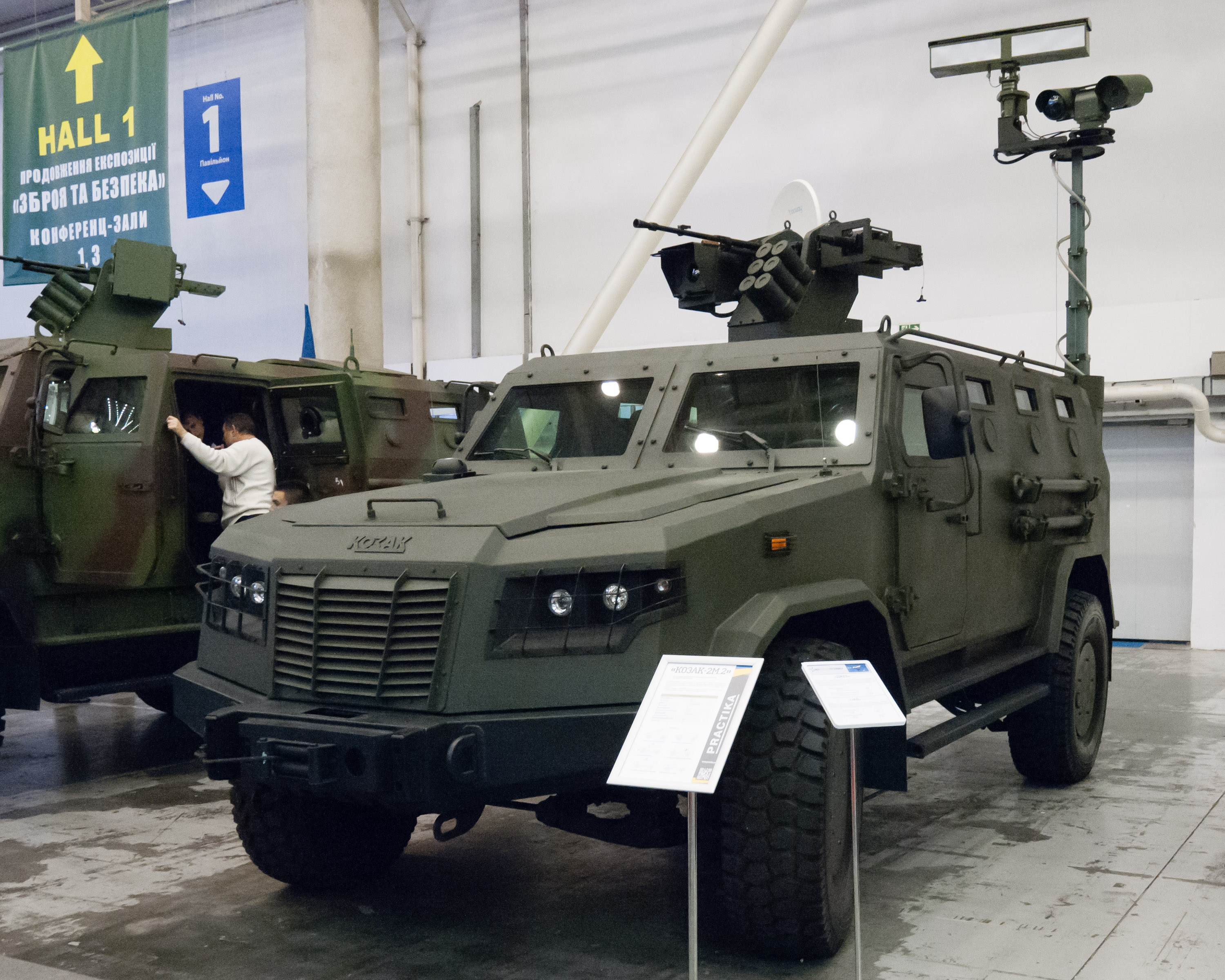
ББМ «Козак-2М.1»
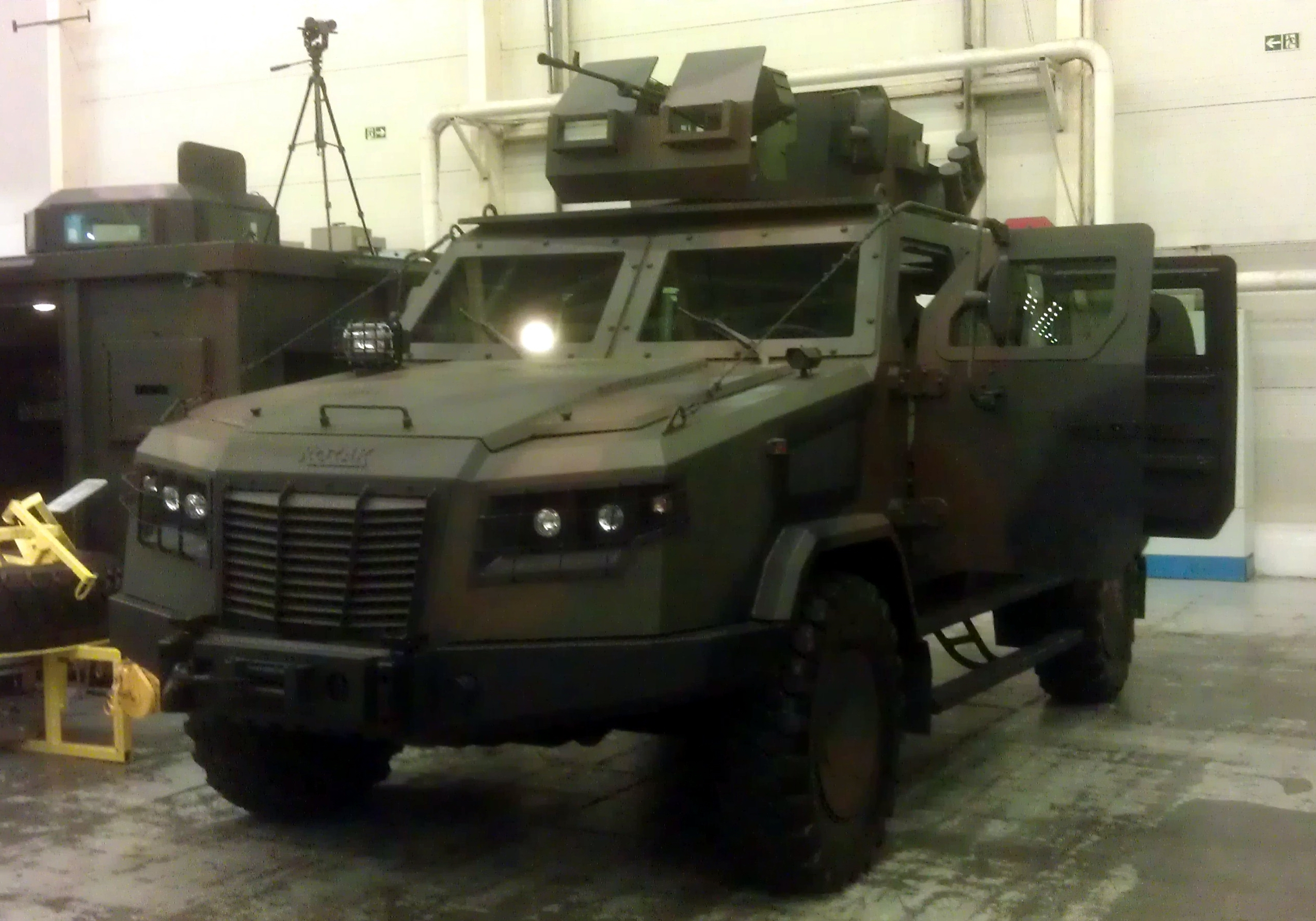
ББМ «Козак-2М.2»
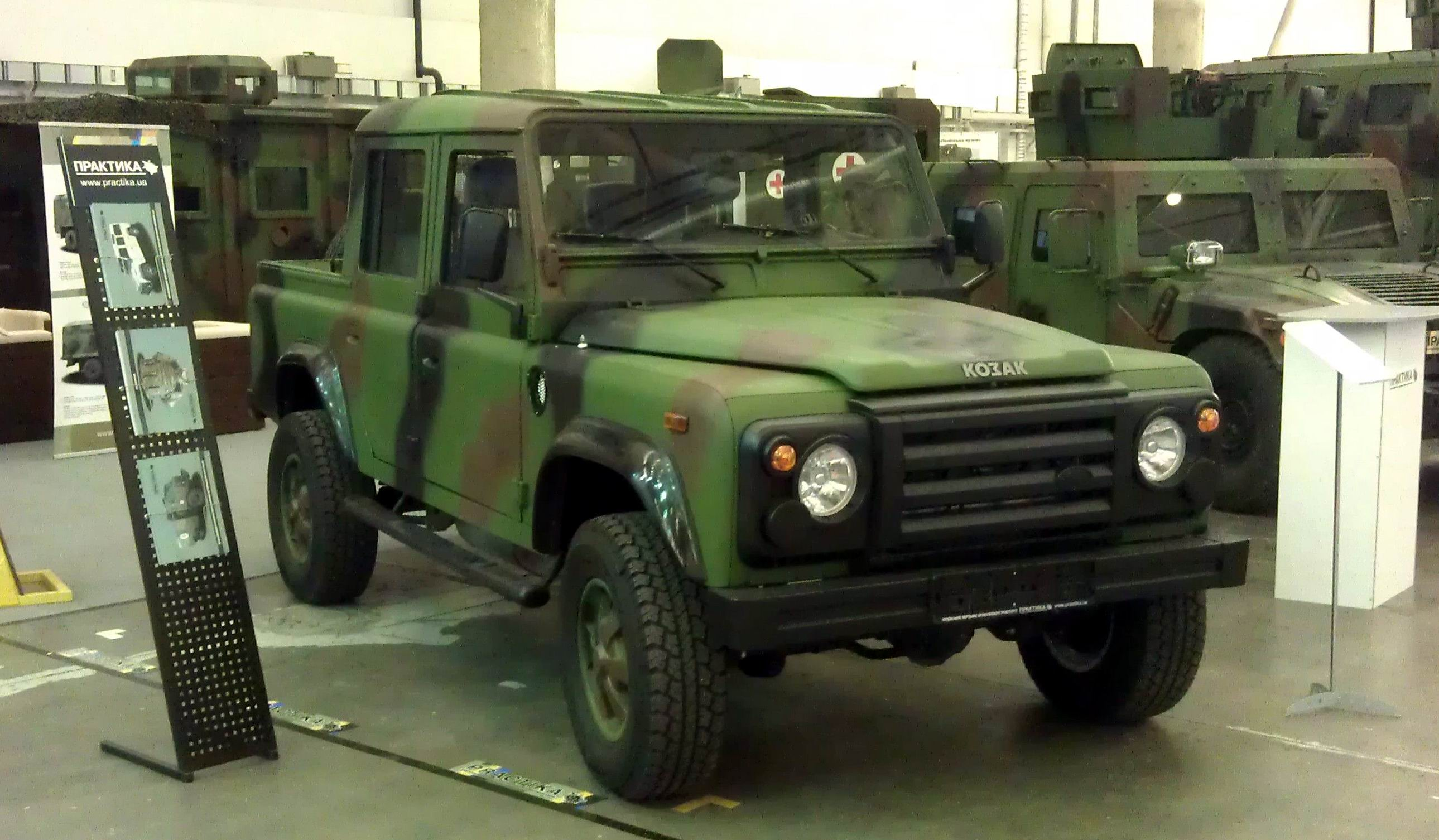
ЛТА «Козак-3»
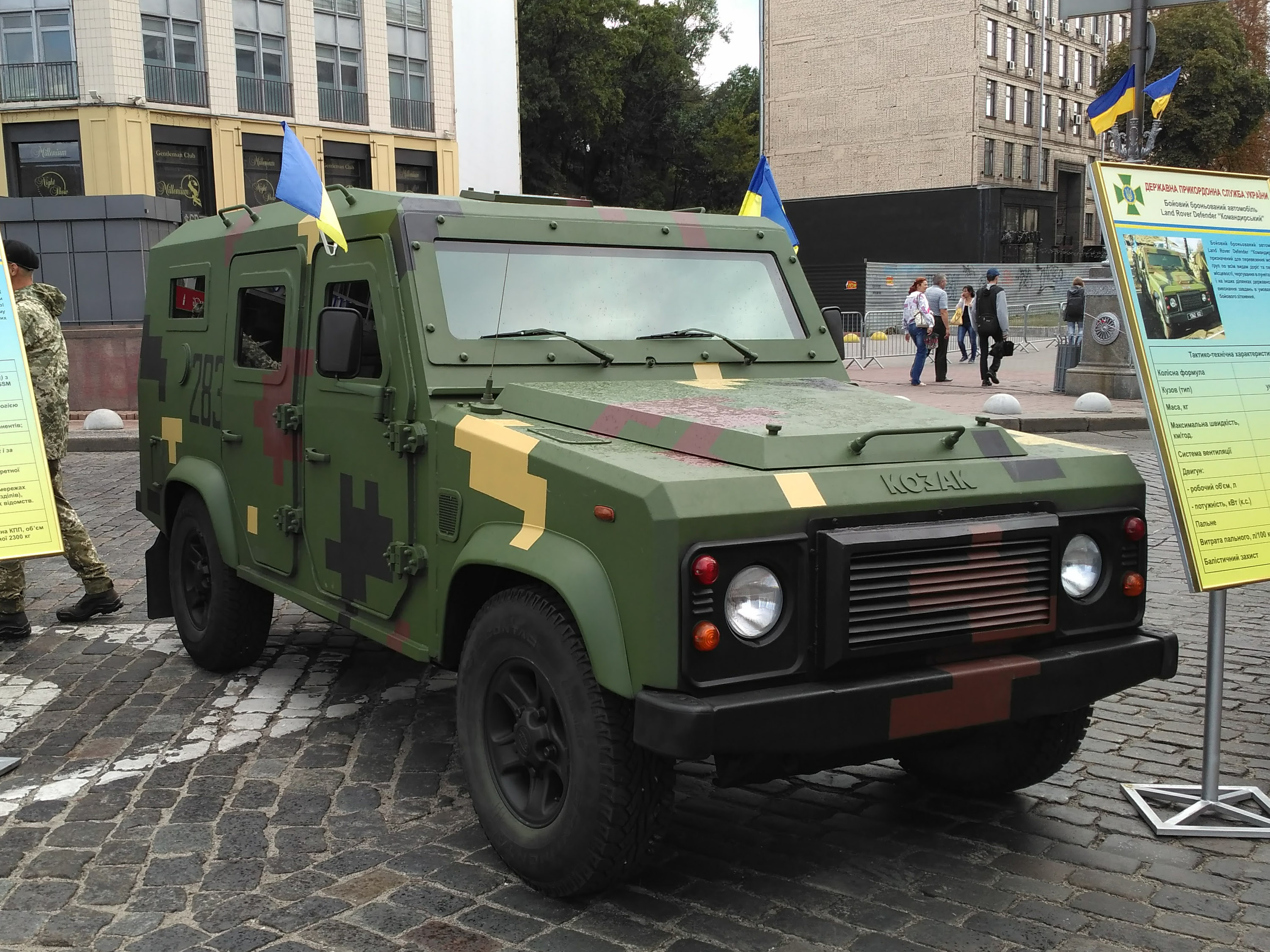
ЛБА «Козак-4»
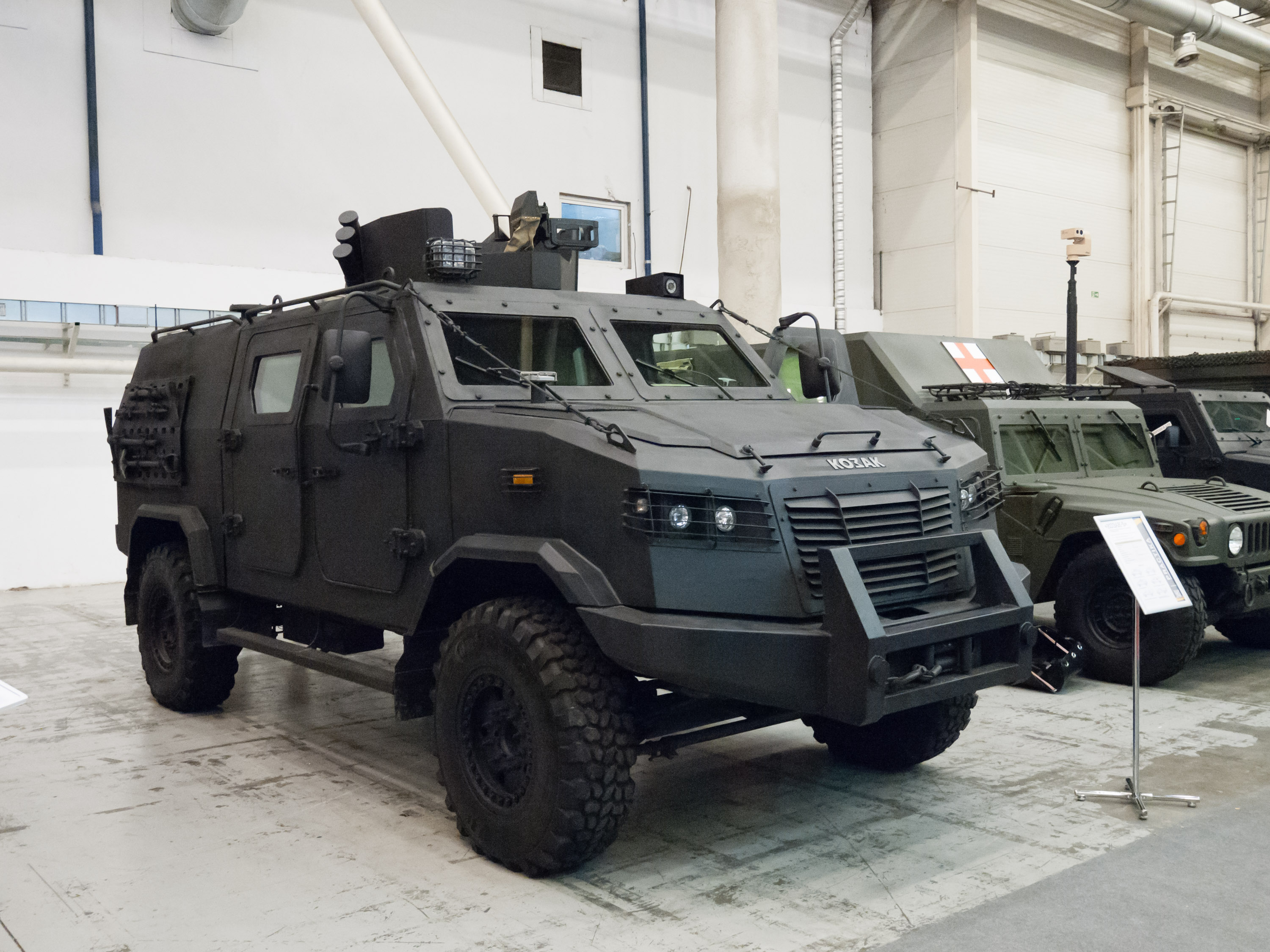
ББМ «Козак-5»
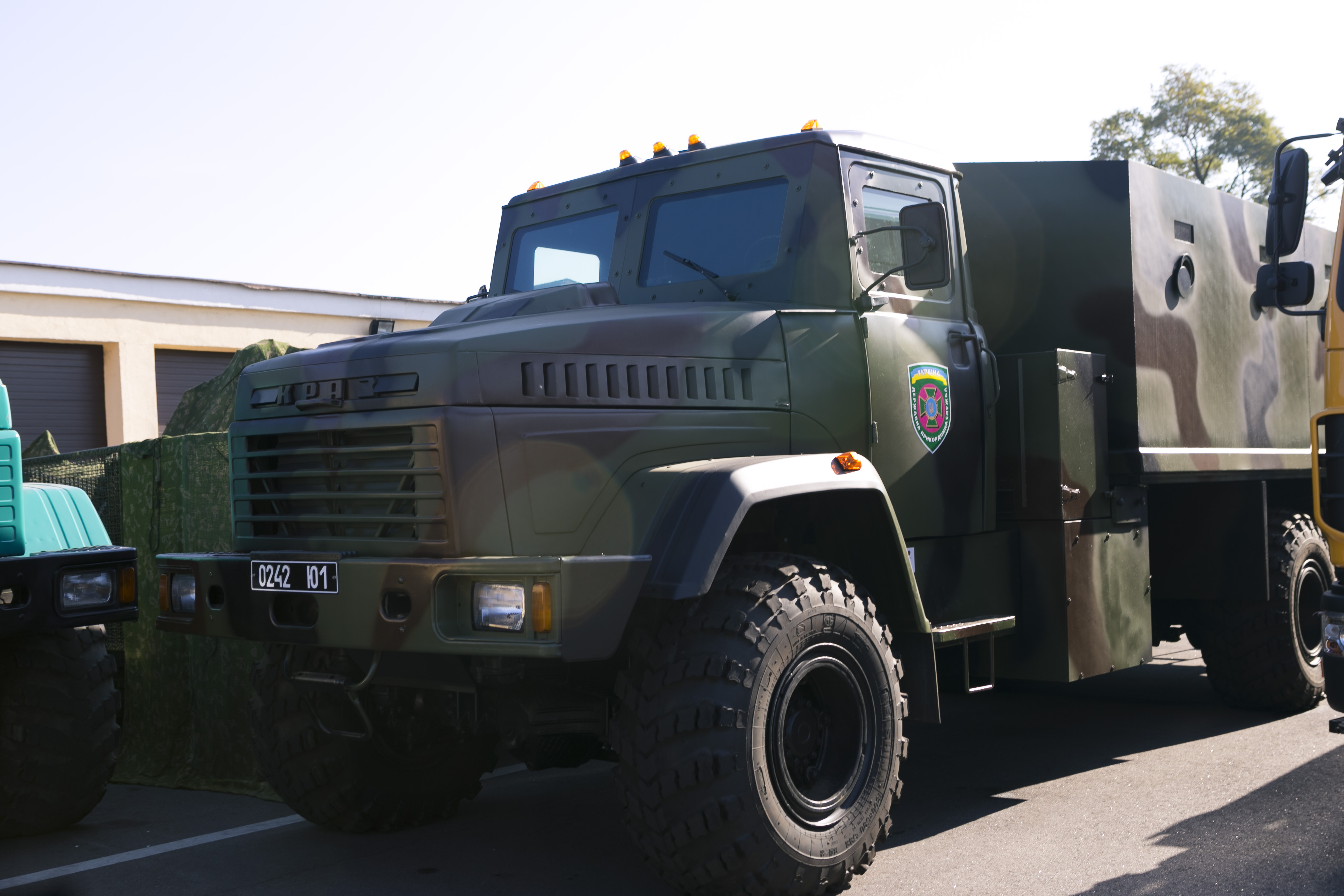
«Фортеця на колесах» на шасі КрАЗ-6322
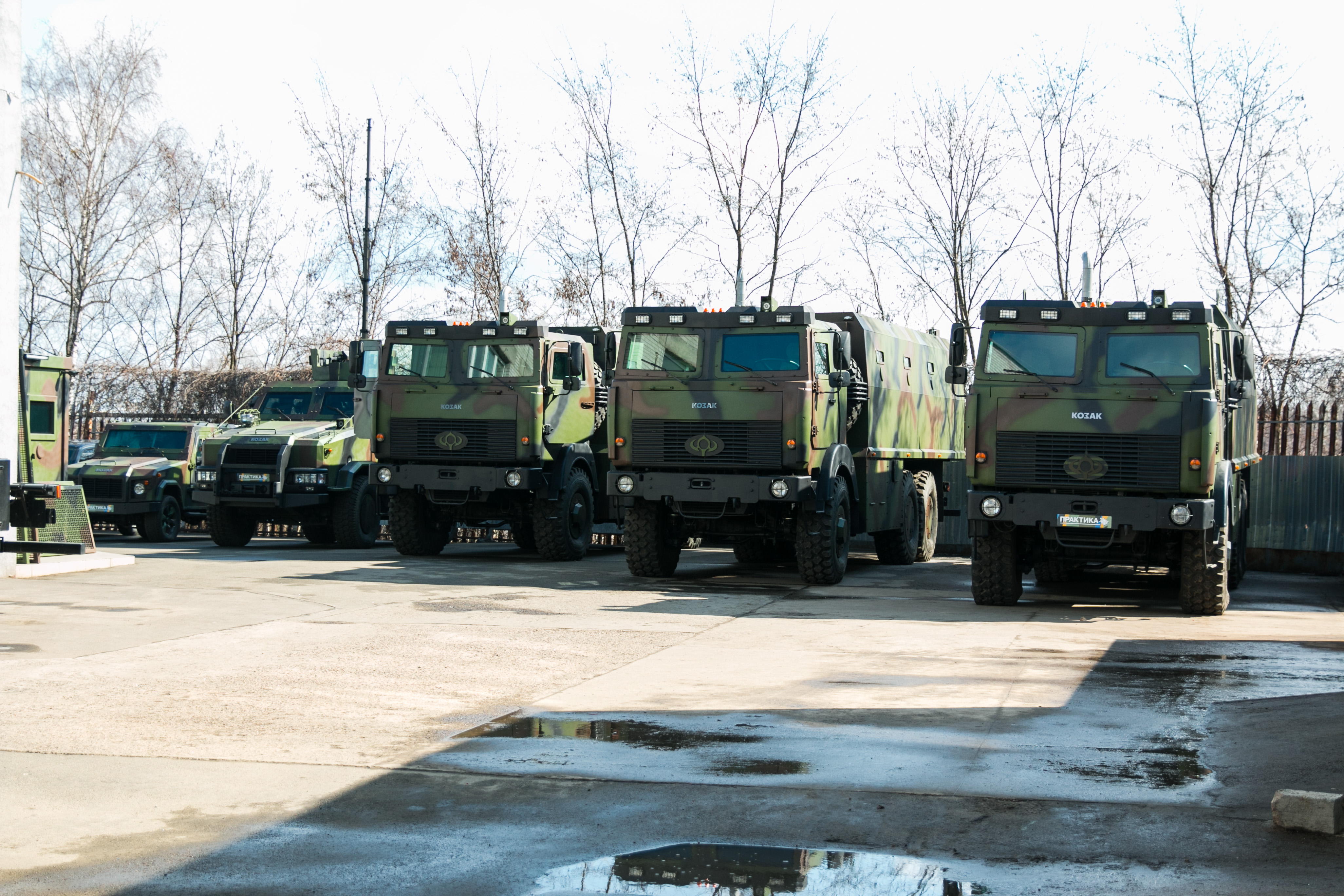
«Фортеця на колесах» на шасі Богдан-6317
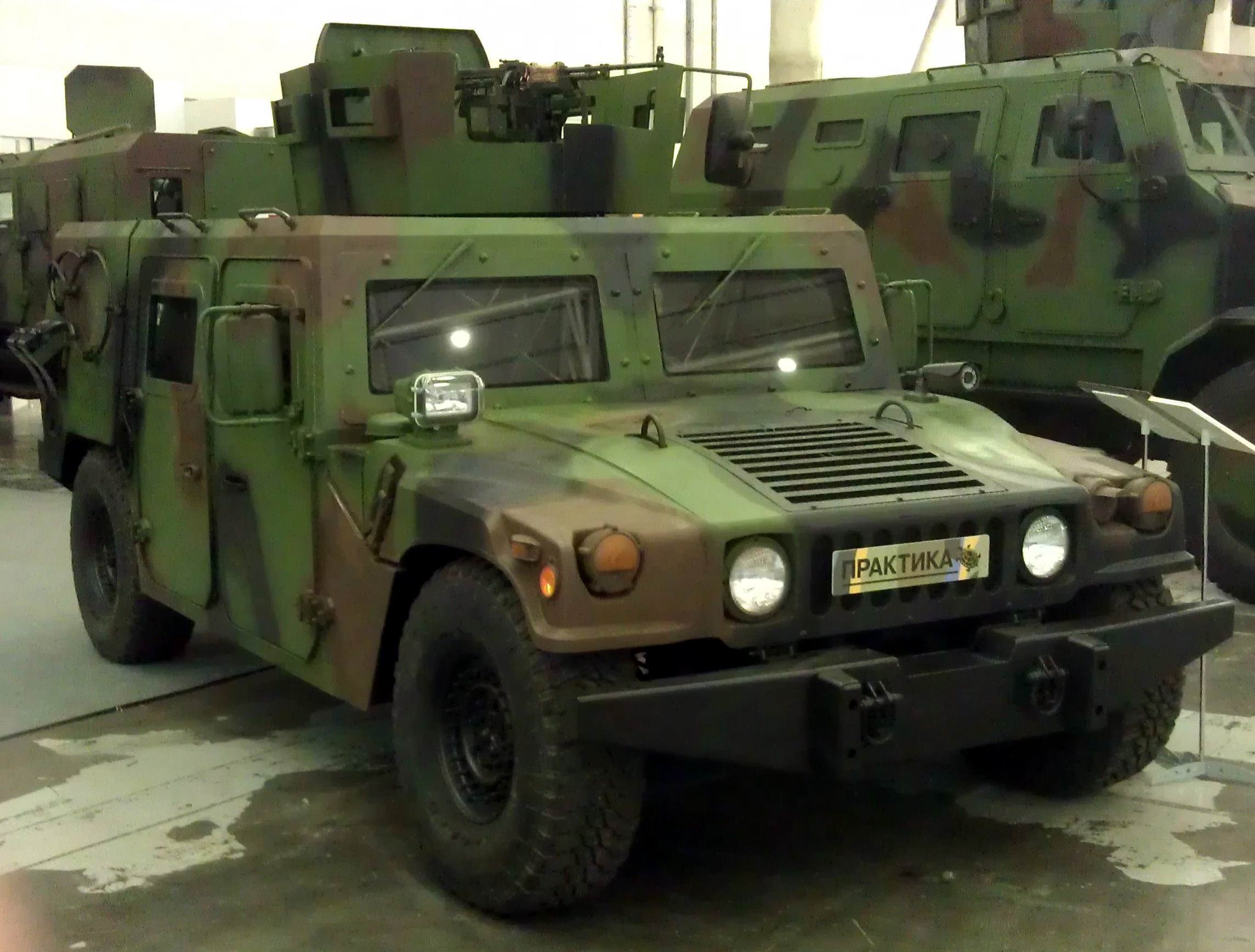
Броньований HMMWV M998
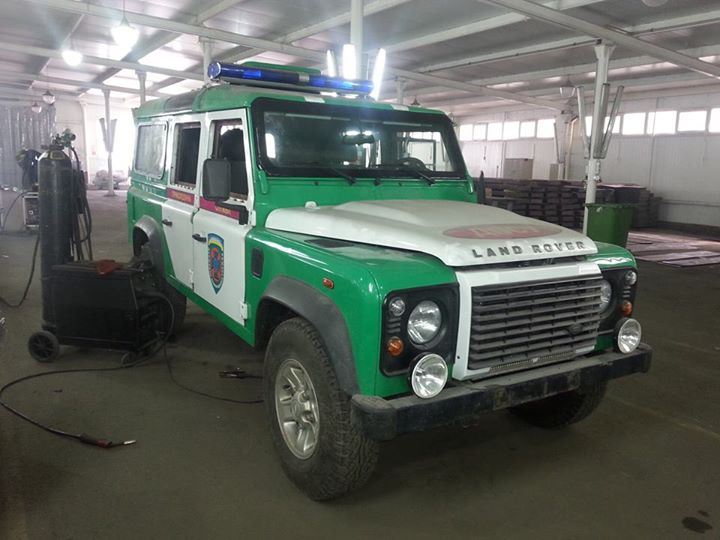
Land Rover Defender з прихованим бронюванням
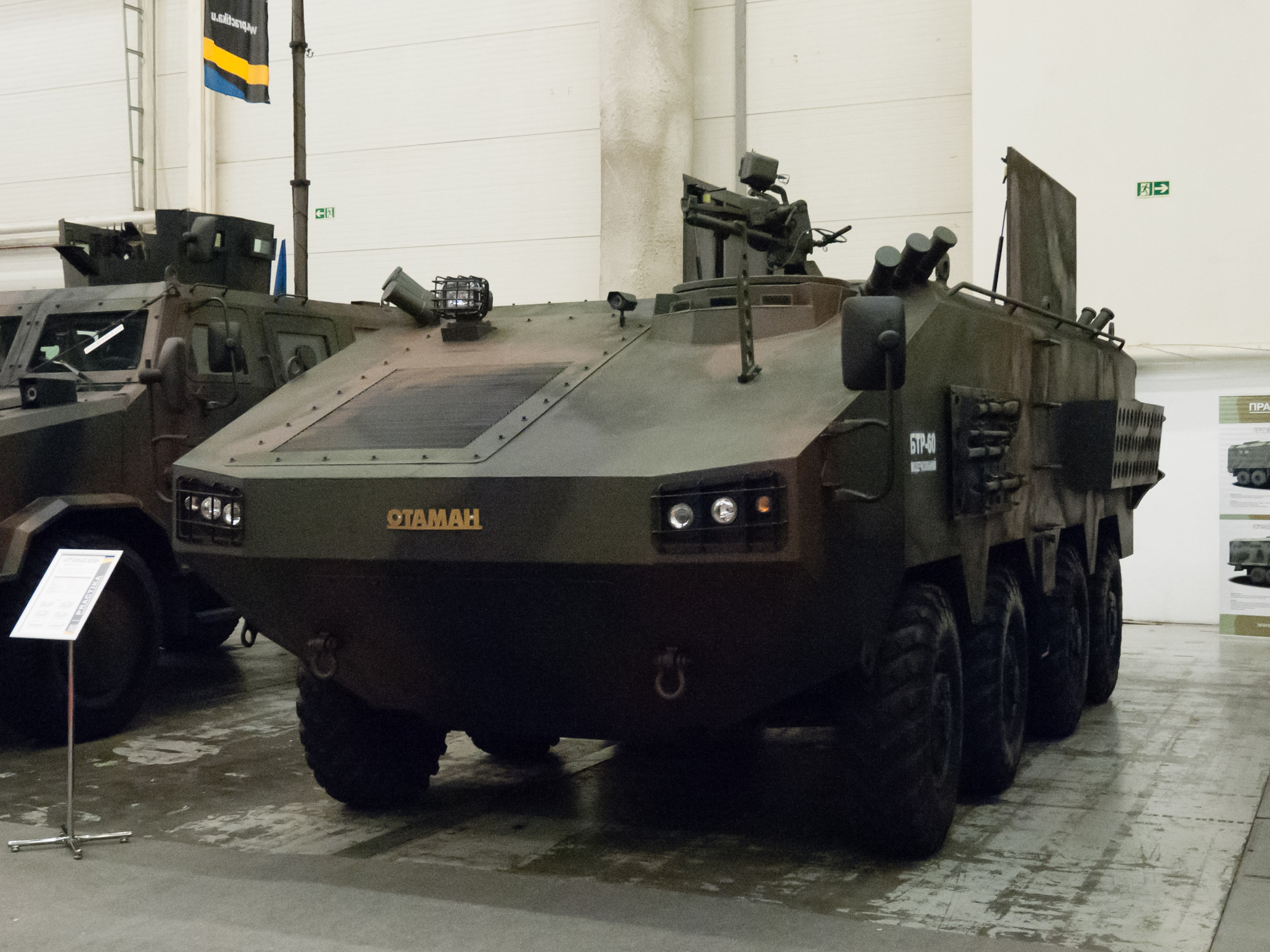
БТР «Отаман» 8х8
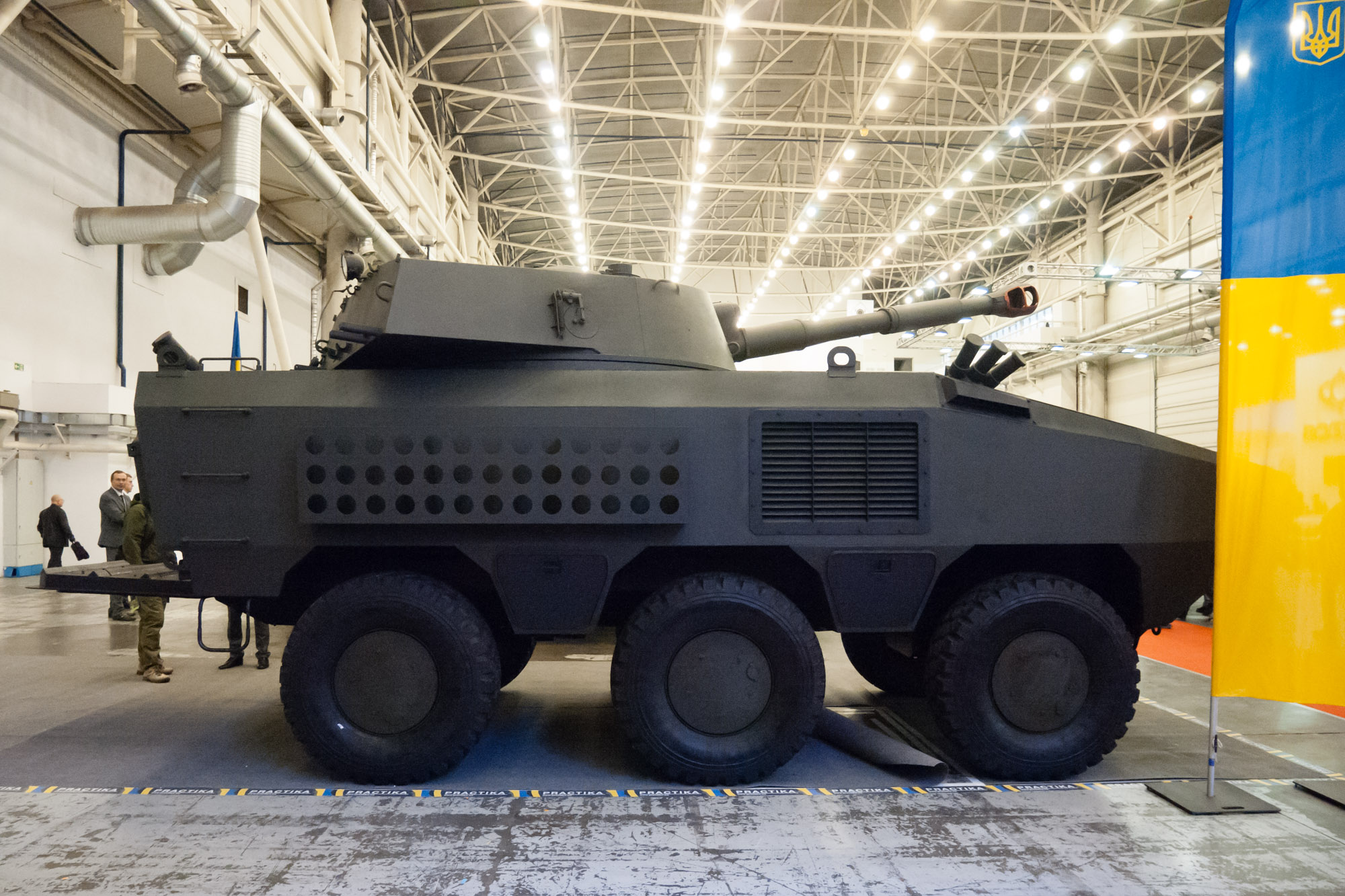
БТР «Отаман» 6х6
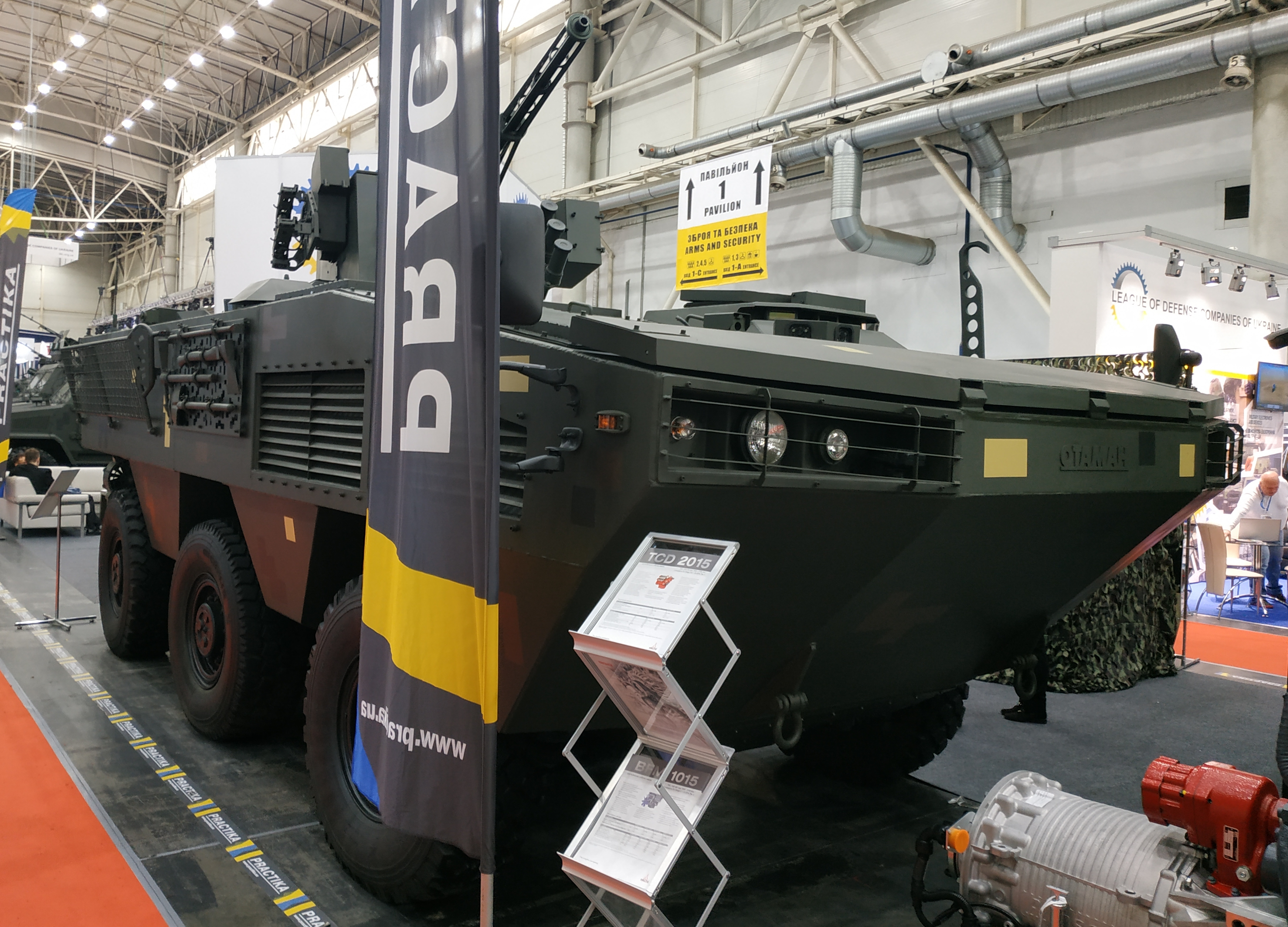
БТР «Отаман-3»